# Gavin McCann
Gavin Peter McCann (né le 10 janvier 1978 à Blackpool dans le Lancashire) est un ancien footballeur anglais, évoluant au poste de milieu de terrain. Il a arrêté sa carrière en mai 2010 avec l'équipe des Bolton Wanderers.
Il a joué une fois pour la sélection nationale, contre l'Espagne à Villa Park en 2001.

## Palmarès
- Sunderland
  - Vainqueur du Championship : 1999